# Митчелл, Крис
Кри́стофер Фи́лип Ми́тчелл (англ. Christopher Philip Mitchell; 21 июля 1988, Стерлинг, Шотландия — 6 мая 2016), более известный как Крис Ми́тчелл (англ. Chris Mitchell) — шотландский футболист, правый защитник. За время своей карьеры играл за такие клубы как «Фалкирк», «Эр Юнайтед», «Брэдфорд Сити», «Куин оф зе Саут», «Клайд». Выступал за молодёжную сборную Шотландии.

## Клубная карьера

### «Фалкирк»
Митчелл являлся воспитанником шотландского клуба «Ливингстон». Тем не менее в 2007 году, не дождавшись от «львов» профессионального контракта, он принял предложение о подписании соглашения от другой «горской» команды, «Фалкирка», и 1 апреля официально стал игроком «детей».
22 декабря этого же года Крис дебютировал в официальном матче за первый состав «Фалкирка» в поединке, где его команда переиграла «Мотеруэлл» — 3:0. В своих первых двух сезонах в профессиональном футболе Митчелл сыграл лишь 15 матчей. 21 ноября 2009 года Крис забил свой первый гол за «детей», поразив со штрафного удара ворота клуба «Гамильтон Академикал».

### «Эр Юнайтед»
Так и не завоевав место в основном составе «Фалкирка», 22 января 2010 года Крис был отдан по арендному соглашению до конца сезона 209/10 в команду «Эр Юнайтед». За «Юнайтед» Митчелл сыграл десять матчей, забив один гол — 27 марта он сумел отличиться в поединке с «Рэйт Роверс».

### «Брэдфорд Сити»
30 июня 2011 года контракт Криса с «Фалкирком» истёк, и он стал свободным агентом. Уже на следующий день защитник подписал однолетнее соглашение о сотрудничестве с клубом Второй Футбольной лиги Англии «Брэдфорд Сити». 6 августа состоялся дебют Митчелла за его новую команду — в тот день «петухи» уступили «Олдершот Таун» со счётом 1:2. 27 августа в матче против «Барнета» Крис своими тремя голевыми передачами помог «Сити» одержать победу — 4:2. 19 ноября шотландец впервые отличился голом в составе «Брэдфорда» — в тот день соперником «петухов» был клуб «Ротерем Юнайтед». 28 апреля пресс-служба «Брэдфорда» объявила, что Митчелл покинет «Сити», так и не сумев адаптироваться в новом коллективе.

### «Куин оф зе Саут»
26 июля 2012 года Крис вернулся на родину, подписав однолетний контракт с командой Второго дивизиона шотландской Футбольной лиги «Куин оф зе Саут». Уже 4 августа Митчелл открыл счёт своим голам за «Королеву юга», забив мяч в дебютным для себя матче за дамфрисцев, коим был поединок Кубка лиги с «Аллоа Атлетик».

### «Клайд»
11 мая 2015 года Митчелл перешёл в клуб «Клайд», но в феврале 2016 года покинул его. 6 мая 2016 года футболист был сбит поездом на железнодорожном переезде недалеко от своего дома в Стирлинге.

### Клубная статистика
| Клуб                       | Сезон                      | Чемпионат | Чемпионат | Кубок | Кубок | Кубок Лиги | Кубок Лиги | Трофей Футбольной Лиги / Кубок вызова | Трофей Футбольной Лиги / Кубок вызова | Еврокубки | Еврокубки | Итого | Итого |
| Клуб                       | Сезон                      | Игры      | Голы      | Игры  | Голы  | Игры       | Голы       | Игры                                  | Голы                                  | Игры      | Голы      | Игры  | Голы  |
| -------------------------- | -------------------------- | --------- | --------- | ----- | ----- | ---------- | ---------- | ------------------------------------- | ------------------------------------- | --------- | --------- | ----- | ----- |
| Фалкирк                    | 2007/08                    | 5         | 0         | —     | —     | —          | —          | —                                     | —                                     | —         | —         | 5     | 0     |
| Фалкирк                    | 2008/09                    | 9         | 0         | —     | —     | 1          | 0          | —                                     | —                                     | —         | —         | 10    | 0     |
| Фалкирк                    | 2009/10                    | 8         | 1         | —     | —     | 1          | 0          | —                                     | —                                     | —         | —         | 9     | 1     |
| Фалкирк                    | 2010/11                    | 17        | 0         | 2     | 0     | —          | —          | —                                     | —                                     | —         | —         | 19    | 0     |
| Всего за «Фалкирк»         | Всего за «Фалкирк»         | 39        | 1         | 2     | 0     | 2          | 0          | 0                                     | 0                                     | 0         | 0         | 43    | 1     |
| Эр Юнайтед                 | 2009/10                    | 10        | 1         | —     | —     | —          | —          | —                                     | —                                     | —         | —         | 10    | 1     |
| Всего за «Эр Юнайтед»      | Всего за «Эр Юнайтед»      | 10        | 1         | 0     | 0     | 0          | 0          | 0                                     | 0                                     | 0         | 0         | 10    | 1     |
| Брэдфорд Сити              | 2011/12                    | 11        | 1         | 1     | 0     | 1          | 0          | 4                                     | 0                                     | —         | —         | 17    | 1     |
| Всего за «Брэдфорд Сити»   | Всего за «Брэдфорд Сити»   | 11        | 1         | 1     | 0     | 1          | 0          | 4                                     | 0                                     | 0         | 0         | 17    | 1     |
| Куин оф зе Саут            | 2012/13                    | 31        | 1         | 2     | 0     | 3          | 1          | 2                                     | 0                                     | —         | —         | 38    | 2     |
| Всего за «Куин оф зе Саут» | Всего за «Куин оф зе Саут» | 31        | 1         | 2     | 0     | 3          | 1          | 2                                     | 0                                     | 0         | 0         | 38    | 2     |
| Всего за карьеру           | Всего за карьеру           | 91        | 4         | 5     | 0     | 6          | 1          | 6                                     | 0                                     | 0         | 0         | 108   | 5     |

(откорректировано по состоянию на 30 марта 2013)

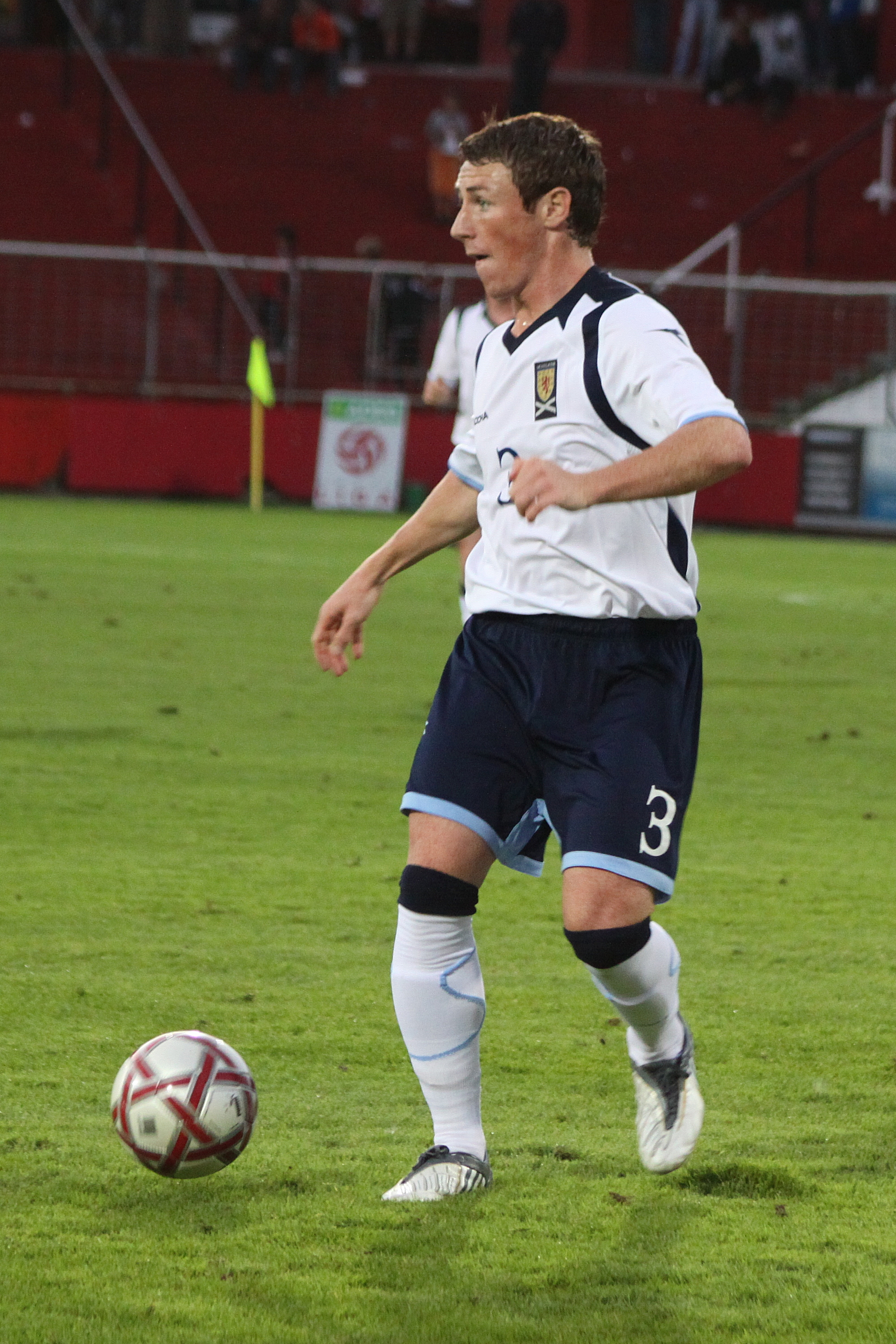
Крис Митчелл в матче молодёжной сборной Шотландии

## Сборная Шотландии
С 2008 по 2010 год Крис призывался под знамёна молодёжной сборной Шотландии, в составе которой провёл семь игр.